# Месје 79
Месје 79 (М79) је збијено звездано јато у сазвежђу Зец које се налази у Месјеовом каталогу објеката дубоког неба.
Деклинација објекта је - 24° 31' 25" а ректасцензија 5h 24m 10,6s. Привидна величина (магнитуда) објекта М79 износи 7,7. М79 је још познат и под ознакама NGC 1904 ESO 487-SC7, GCL 10.